# Manoir de Moisio
Le manoir de Moisio (en finnois : Moision kartano) est un manoir situé dans le village de Moisio à Elimäki dans la municipalité de Kouvola en Finlande.

## Présentation
Le manoir est né sur le territoire d'Elimäki concédé à la Famille Wrede af Elimä en 1608.
Les manoirs de Peippola, Moisio et Mustila faisaient partie de l'héritage de Fabian Fabianinpoika Wrede à Elimäki. Son fils unique et héritier, le général Fabian Casimir Wrede, vendit tous les domaines en question en 1767 au maire de Loviisa, le conseiller commercial Jacob af Forselles
Le major Frederik af Forselles, petit-fils du conseiller commercial Jacob, y fera construire le bâtiment principal actuel de Style Empire, conçu par Carl Ludvig Engel et dont la construction s'est achevée en 1820.
L'entreprise de scierie de son fils, Theodor af Forselles, ayant fait faillite, le manoir de Moisio sera vendu aux enchères en 1880 au neveu de l'ancien gouverneur général, le comte Berg. 
Son fils vendra le manoir à la municipalité d'Elimäki qui en sera propriétaire de 1907 à 2009.
Après la fusion d'Elimäki, Kouvola devient propriétaire du manoir de 2009 2022.
Ces dernières années, le bâtiment principal a été utilisé comme espace d'exposition et de réunion. 
En mai 2022, le banquier Henrik Andersin président de l'Evli Pankki a acheté le manoir à de Kouvola et a déclaré qu'il lui redonnerait son apparence originale.